# Fermeture de l'auricule gauche
La fermeture de l'auricule gauche est une technique consistant à placer dans l'auricule par cathétérisme cardiaque un dispositif permettant son obstruction. Le but est de prévenir les complications thrombo-embolique de la fibrillation atriale lorsqu'un traitement par anticoagulant oral est contre-indiqué.

## Principes
La fibrillation atriale peut se compliquer d'un thrombus pouvant migrer dans la circulation générale et obstruer une artère : complication thrombo-embolique. La plupart de ces thrombus sont situés dans l'auricule gauche, structure correspondant en une petite cavité, formant cul-de-sac. Le traitement préventif de choix est la prise d'une anticoagulant oral. Ce dernier peut être contre indiqué et la fermeture constitue alors une alternative.

## Technique
Elle consiste au placement d'un dispositif synthétique permettant d'obstruer l'auricule. La pose se fait en salle de radiologie (scopie) avec une anesthésie générale et contrôle radiologique et échographique (échographie transœsophagienne). L'auricule doit être libre de tout thrombus avant l'implantation.
L'abord vasculaire se fait par une veine fémorale : un cathéter est montée dans l'atrium droit, puis la cloison inter atriale est traversée par une fine aiguille, permettant le passage dans l'atrium gauche. Le dispositif est mis en place dans l'auricule gauche, son positionnement étant contrôlé par échographie transœsophagienne. Les complications du geste sont rares, épanchement péricardique pouvant nécessiter un drainage, complications hémorragiques.  
Plusieurs dispositifs peuvent être utilisés, les plus connus (en 2015) étant le Watchman et l'Amplatzer.
Un traitement par antiagrégants plaquettaires est donné par la suite de manière prolongée.

## Indications
La prise en charge de la fibrillation auriculaire a fait l'objet de plusieurs publications de recommandations : la dernière version européenne date de 2012 et celles, américaines, ont été mises à jour en 2014.
L'occlusion de l'auricule est proposée lorsqu'il existe une indication théorique à la mise sous un anticoagulant oral à la suite d'une fibrillation atriale mais que l'instauration de ce type de traitement est jugé trop dangereuse.

## Résultats
Ils sont équivalents à ceux de l'anticoagulation orale classique, avec un recul de plusieurs années et le bénéfice est conservé, même si l'anticoagulation orale est poursuivie.
La fermeture est parfois incomplète (dans près d'un tiers des cas), ce qui entraîne un risque supérieur de survenue d'un accident vasculaire cérébral. Cependant, une fermeture incomplète dépistée seulement au scanner et non à l'échographie transoesophagienne, et donc plus modérée en taille, ne semble pas avoir de conséquence à long terme.
Toutefois, la formation d'un thrombus sur le dispositif est possible (entre 3 et 7 % à un an), pouvant entraîner un accident embolique.

## Technique alternative: la voie chirurgicale
Elle n'est faite qu'en complément d'un autre geste : pontage aorto-coronarien, remplacement valvulaire... Elle est réalisée par suture, agrafage ou résection. Le résultat est toutefois parfois imparfait avec une persistance de thrombus. La procédure augmente le risque de survenue d'une fibrillation atriale en post-opératoire et le bénéfice en terme d'accident embolique n'est pas clair,. Il pourrait même exister un effet délétère à court terme. A long terme (après les premiers mois), et associé à un traitement anticoagulant classique, il permet toutefois de diminuer le risque de la survenue d'un accident embolique.  